# Ellenhard

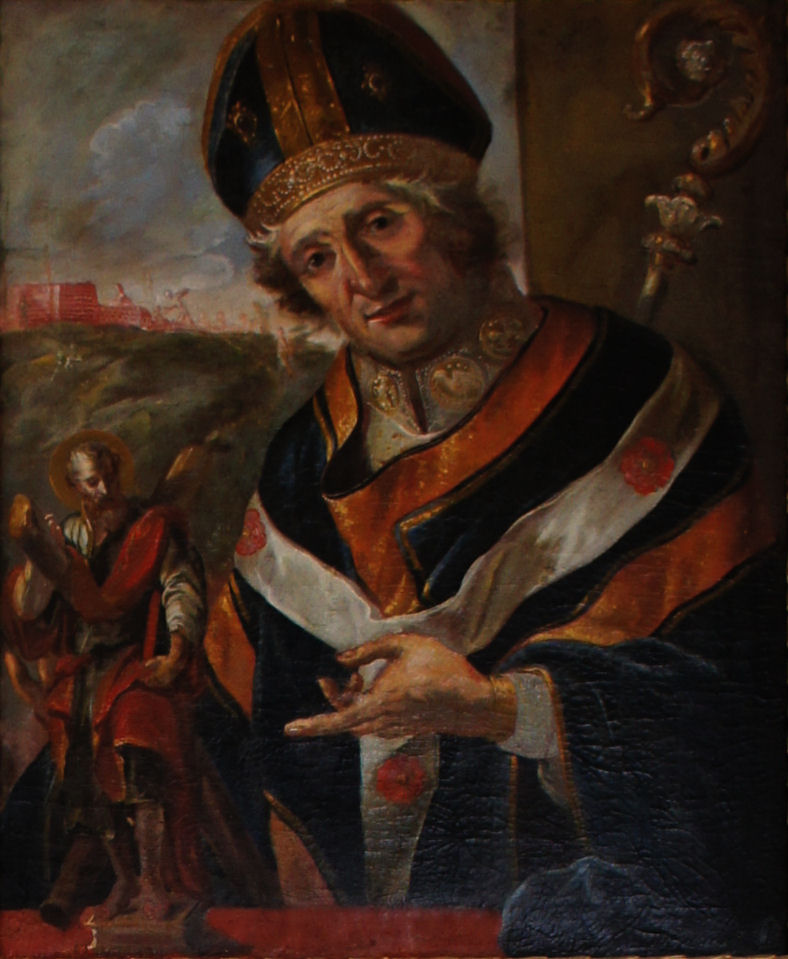
Ellenhard auf einem Gemälde im Fürstengang Freising

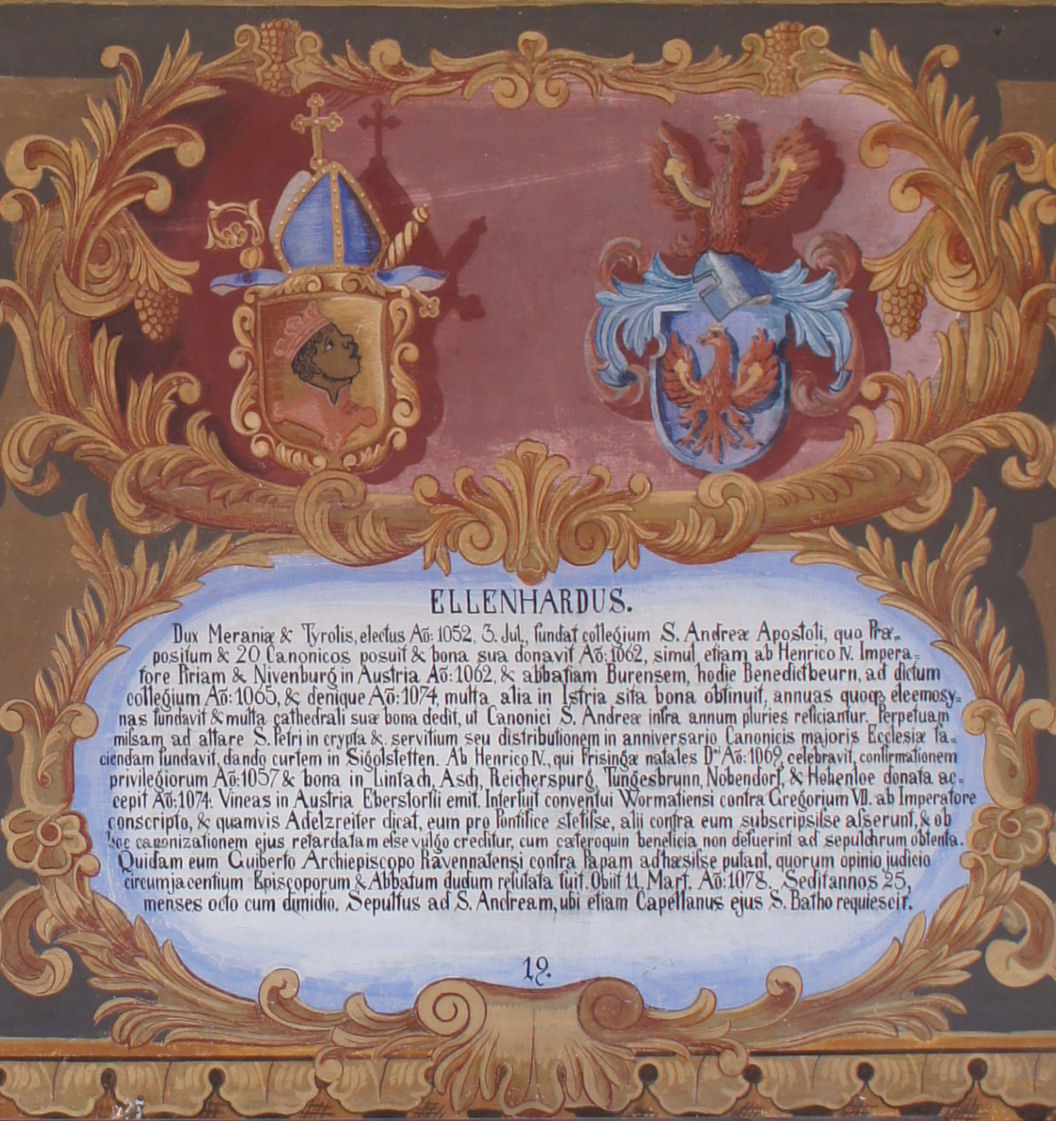
Wappentafel von Ellenhard im Fürstengang Freising

Ellenhard von Freising († 11. März 1078) war von 1052 bis 1078 der 19. Bischof von Freising.
Er war der jüngere Sohn des Grafen Sieghard VII. im Chiemgau und der Billihild von der oberen Isar, Tochter des Grafen Friedrich. Eine Abstammung aus dem Geschlecht der Grafen von Tirol ist strittig.
Ellenhard wurde auf Betreiben Heinrichs III. Bischof von Freising, die Bischofsweihe fand am 15. November 1052 statt. 
Im Investiturstreit zwischen Papst Gregor VII. und König Heinrich IV. gehörte er auf der Reichsversammlung, die im Januar 1076 in Worms stattfand, zu den Bischöfen, die Gregor VII. den Gehorsam aufkündigten. An der folgenden Reichsversammlung im Mai 1076, ebenfalls in Worms, auf der der Papst abgesetzt werden sollte, war er aber nicht mehr beteiligt.
Ellenhard war vor dem Jahr 1062 Neugründer des Stifts St. Andreas auf dem Freisinger Domberg, in dem er auch begraben wurde.